# Gęsia Wólka
Gęsia Wólka [pronunciación en polaco: /ˈɡɛ̃ɕa ˈvulka/] Es un pueblo en el distrito administrativo de Gmina Kłoczew, dentro del Distrito de Ryki, Voivodato de Lublin, en el este de Polonia. Se encuentra aproximadamente 8 kilómetros al norte de Kłoczew, 18 kilómetros al norte de Ryki, y 72 kilómetros al noroeste de la capital regional, Lublin.